# Паратіко
Паратіко (італ. Paratico) — муніципалітет в Італії, у регіоні Ломбардія, провінція Брешія.
Паратіко розташоване на відстані близько 470 км на північний захід від Рима, 65 км на схід від Мілана, 27 км на північний захід від Брешії.

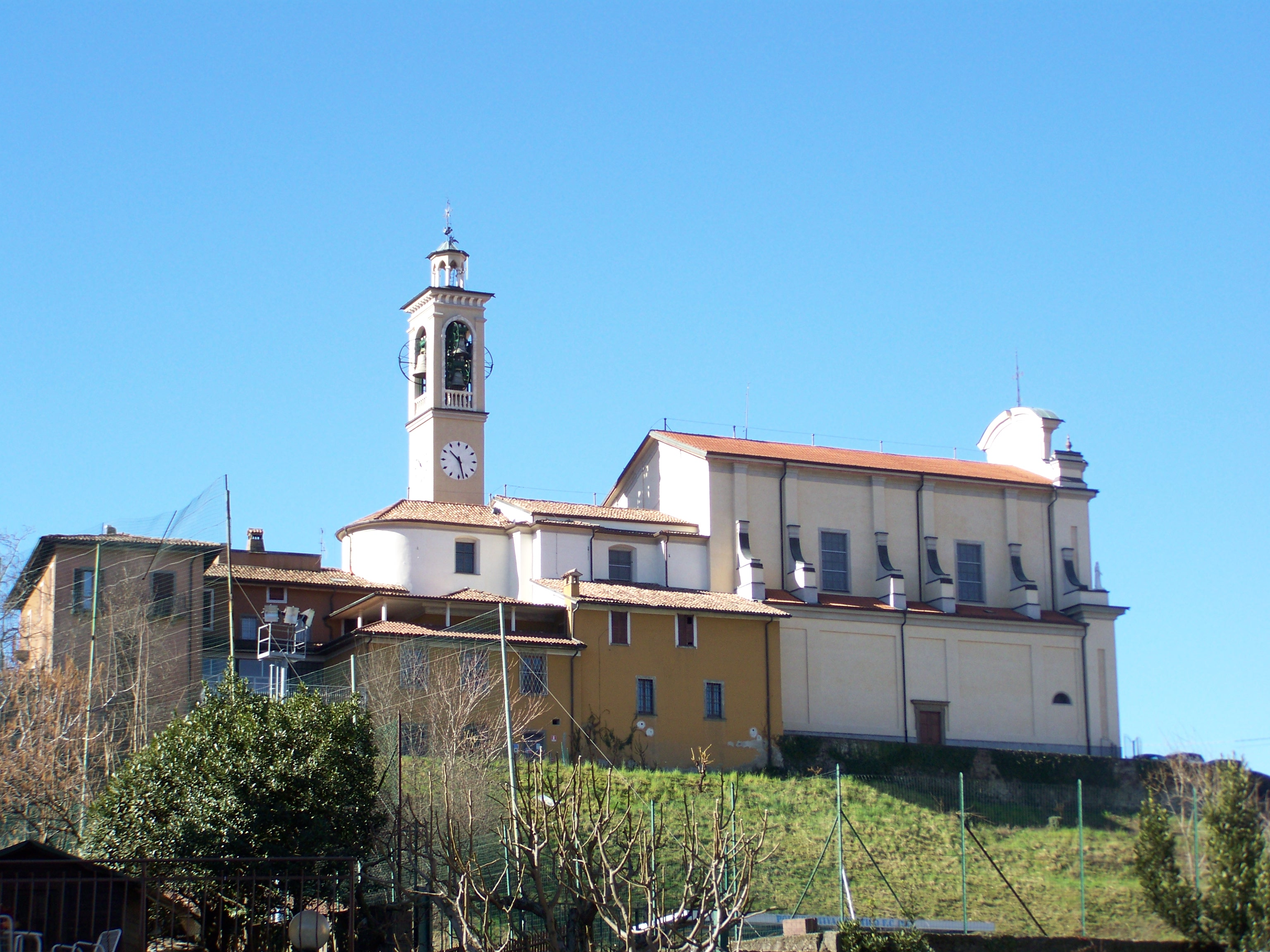

Населення — 4666 осіб (2014).

## Демографія
Населення за роками:

Станом на 1 січня 2023 року в муніципалітеті офіційно проживало 358 іноземців з 40 країн, серед них 120 громадян країн Євросоюзу та 28 громадян України.

## Сусідні муніципалітети
- Адро
- Капріоло
- Кредаро
- Ізео
- Сарніко
- Віллонго